# José Antonio González Curi
José Antonio González Curi (4 de mayo de 1952) es un político mexicano. Ha sido diputado federal, presidente municipal y gobernador de su estado (1997 - 2003). Antonio González Curi es Licenciado en Administración de Empresas y cuenta con una Maestría en Administración Pública por la Universidad Internacional de Florida. Él es miembro del Partido Revolucionario Institucional
Durante su gobierno del estado de Campeche se lograron las declaratorias de Patrimonio de la Humanidad para el centro histórico de la ciudad de San Francisco de Campeche y para la ciudad maya de Calakmul.
Está casado con la Sra. Elvia María Pérez de González y tiene 2 hijos, Tania y Gonzalo Antonio González Pérez.